# Ancien cimetière de la Croix-Rousse
Cet article court présente un sujet plus développé dans : Cimetières de la Croix-Rousse.
L( ancien cimetière de la Croix-Rousse est le plus ancien des deux cimetières de la Croix-Rousse en France. Il est le plus au nord des deux.

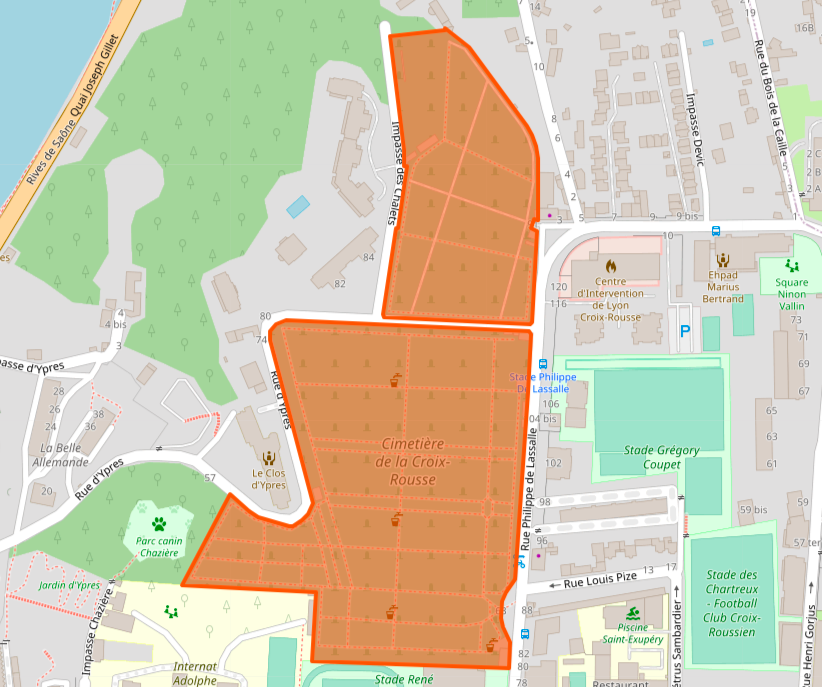
En orange, le cimetière ancien au nord, le cimetière nouveau au sud.